# Sapphire Technology
Sapphire Technology (tiếng Trung: 藍寶科技) là một công ty công nghệ Hong Kong thành lập năm 2001, sản xuất card đồ hoạ cho máy tính cá nhân và máy trạm, bo mạch chủ, card TV, máy phát thanh kỹ thuật số và LCDTV
Các sản phẩm của Sapphire dựa trên nền GPU của AMD, còn bo mạch chủ thì sử dụng công nghệ chipset của cả AMD và Intel.Đây là công ty sản xuất card đồ hoạ AMD lớn nhất thế giới.

## Hình ảnh

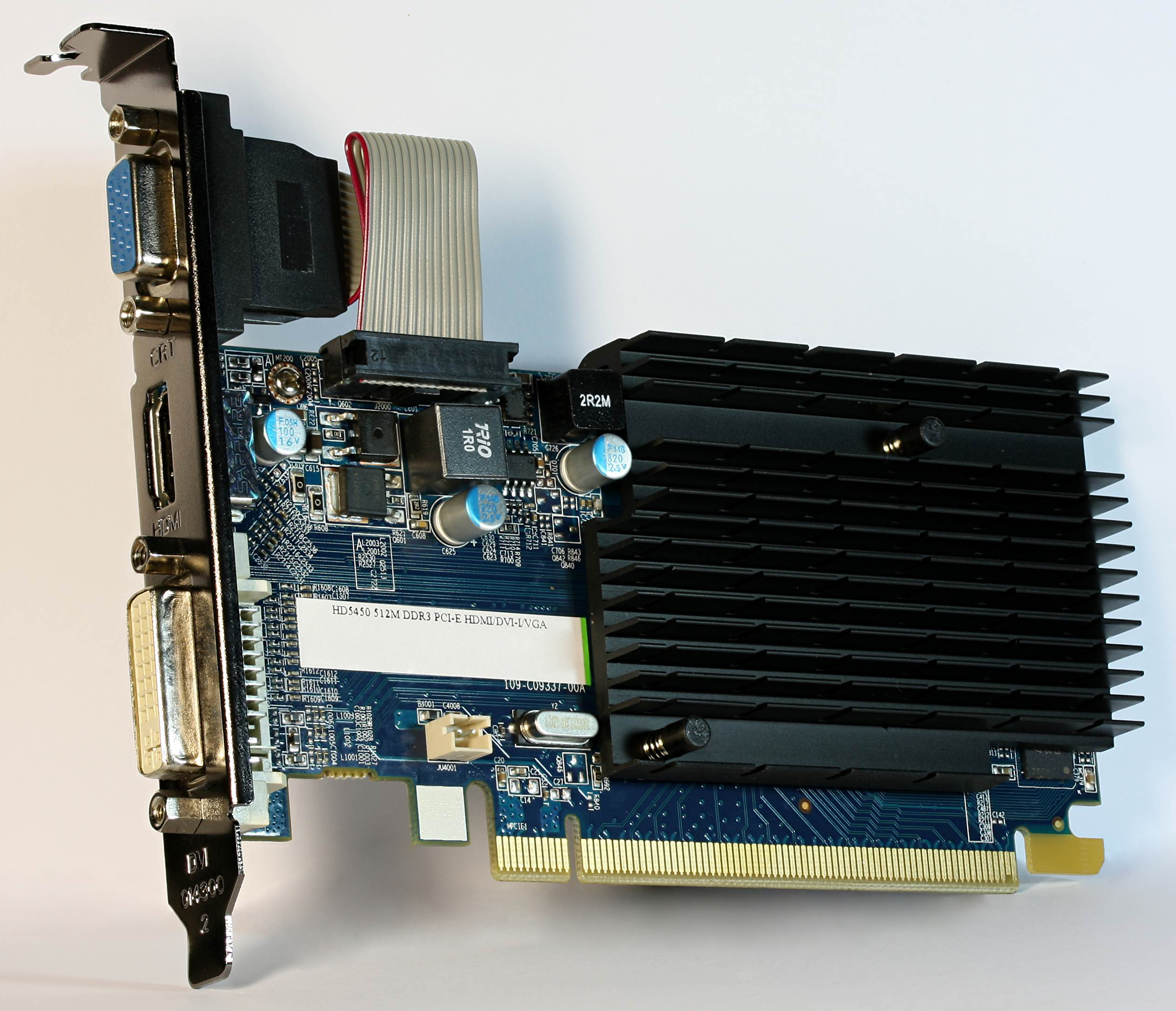
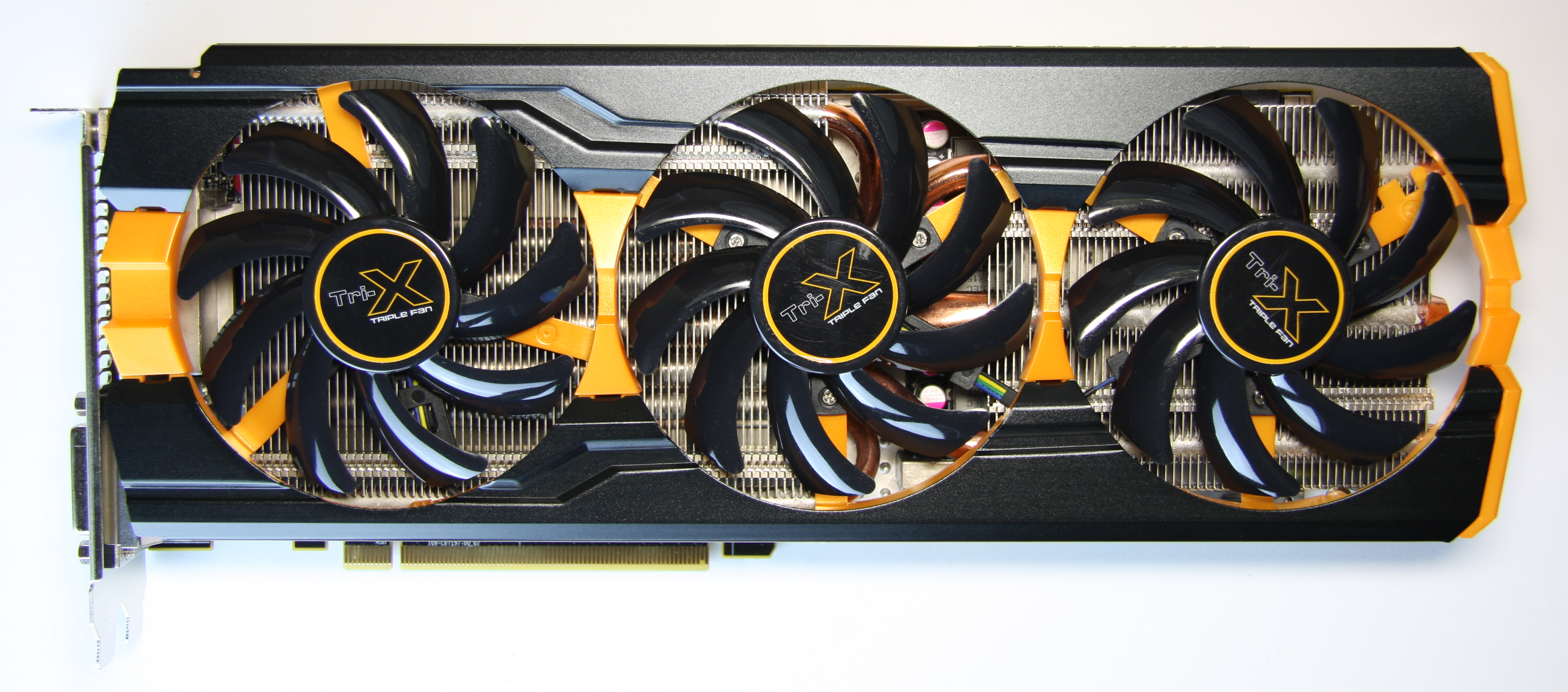
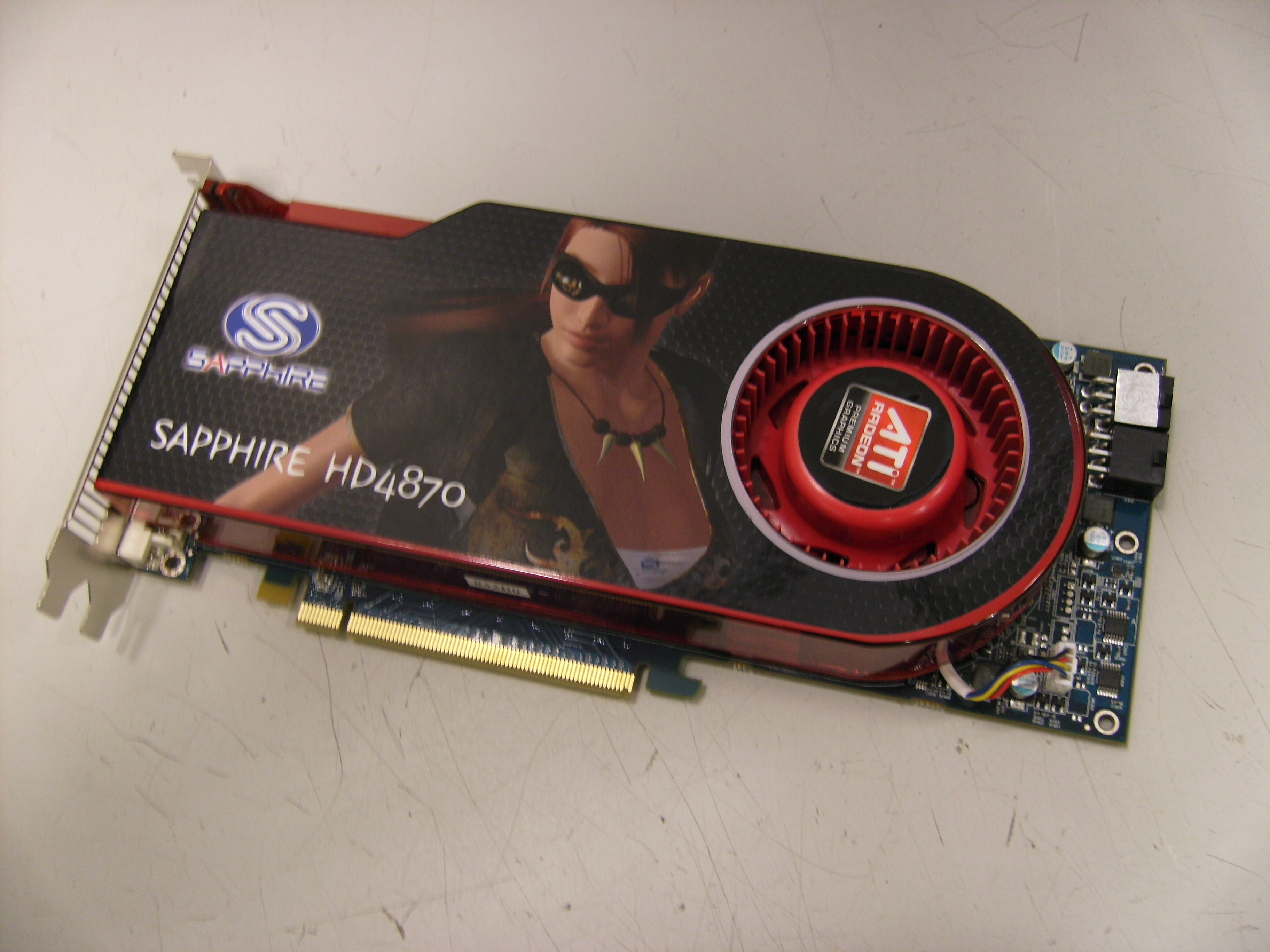
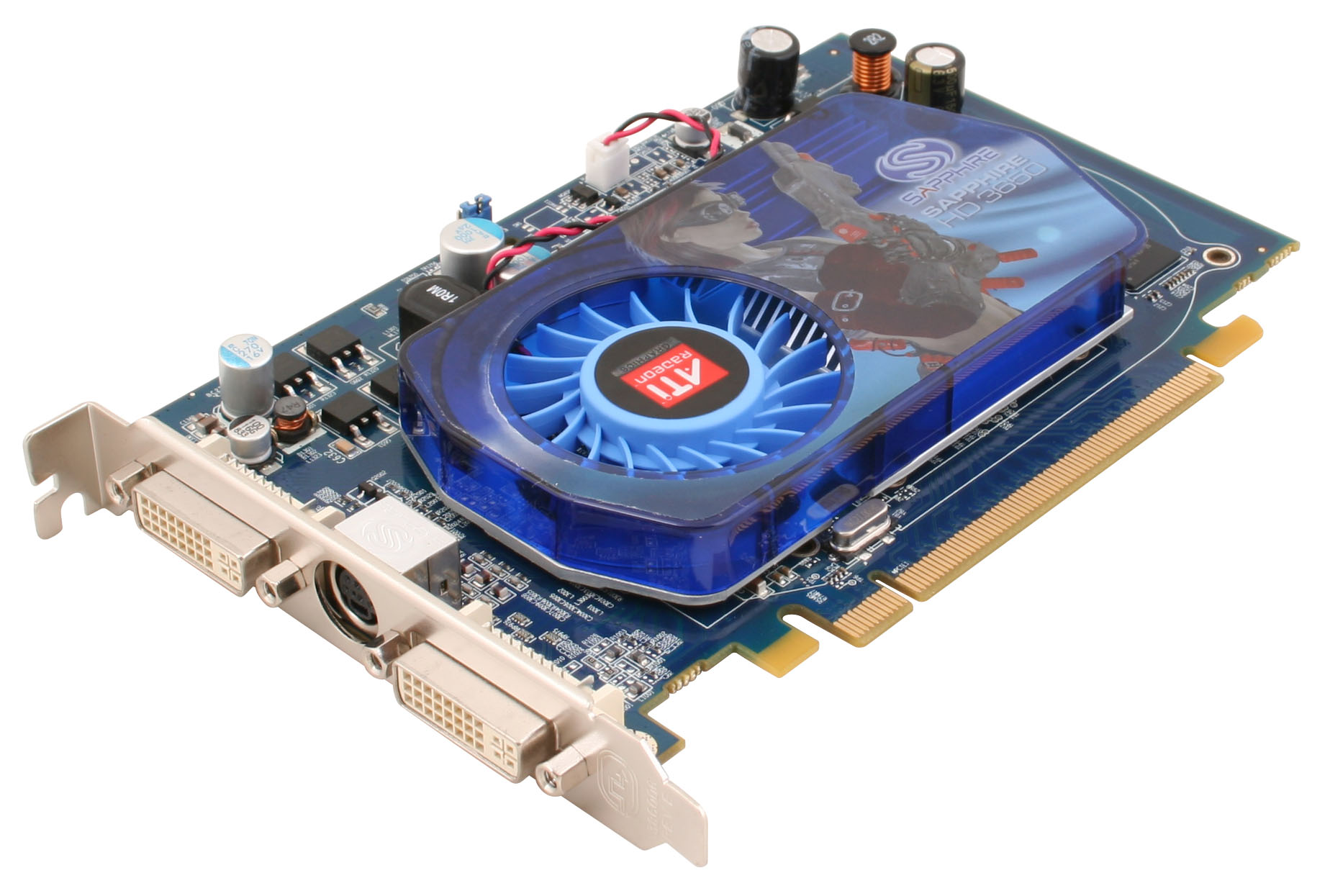